# Łoniewo (wieś w województwie wielkopolskim)
Łoniewo (pol. hist. Łuniewo) – wieś w Polsce położona w województwie wielkopolskim, w powiecie leszczyńskim, w gminie Osieczna.

## Historia
Miejscowość pierwotnie związana była z Wielkopolską. Ma metrykę średniowieczną i istnieje co najmniej od końca XIV wieku. Wymieniona w dokumencie zapisanym po łacinie z 1388 jako Lunewo, 1396 Lunow, 1439 Lunyewo, 1557 Lonyewo.
Okolice miejscowości były jednak zasiedlone wcześniej. W pobliżu miejscowości archeolodzy odkryli grodzisko wklęsłe znajdującego się na półwyspie wcinającym się w Jezioro Łoniewskie, które szacunkowo datowane jest na IX-XI wiek.
W latach 1388–1400 dziedzicem wsi był Marcin Wyskota, a później właścicielami byli bracia Gryżyńscy. W 1415 woźny sądowy Andrzej Gryżyński w imieniu brata Przybysława zapowiedział sądy gajone t.zw. gaje zwane zapustami w kilku należących do dóbr Osieczna wsiach; w tym także m.in. w Łoniewie. W 1462 odnotowano działy majątkowe wnuków Andrzeja Gryżyńskiego, braci Borków z Osiecznej. Dobra osieckie, w tym Łoniewo, otrzymał wtedy Mikołaj Borek Osiecki.
W latach 1439–1502 imiennie odnotowani zostali mieszkańcy wsi: w 1439 Stanisław Chmiel, szwagier i opiekun Stanisławy, wdowy po Mikołaju zwanym Kluka z Osowa. W 1502 wspomniani zostali kmiecie: Błażej Michalik siedzący na 1 łanie, Stanisław Goły, Stanisław Bródka, Mikołaj Zielenicz, Jan Kwiatek, Marcin Bojanek, Michał, Maciej Basz, z których każdy gospodarował na 3/4 ł., a także Frącek i Bartłomiej Bieniasz, każdy na 1/2 łana, Michał Kielcz na 1/4 łana, wspomniany został także karczmarz Mikołaj. W 1475 miejscowość była wsią szlachecką należącą do lokalnych rodów wielkopolskich i leżała w powiecie kościańskim Korony Królestwa Polskiego.
W 1509 Łoniewo znajdowało się w dobrach Osieczna. W wyniku zamiany dóbr pomiędzy córkami Mikołaja Borka Osieckiego - Barbarą Dobrogostową Jezierską i Małgorzata Lasociną Zaborowską, a małoletnim Andrzejem z Górki synem Łukasza właścicielami miejscowości stali się członkowie wielkopolskiego rodu Górków herbu Łodzia.
Z lat 1530-1581 zachowały się archiwalne księgi podatkowe, które odnotowały pobór podatków we wsi. W 1530 w miejscowości odbył się pobór od 5 łanów. W 1563 od 15 1/4 łana, karczmy dorocznej oraz 2 komorników. W 1581 pobrano podatki od 17 łanów, 4 zagrodników i 6 komorników. W 1557 star. wałecki Andrzej z Górki sprzedał Zofii ze Zborowa z zastrzeżeniem prawa odkupu wsie Wojnowice, Łoniewo oraz Trzebinia za 5000 złotych polskich.
W latach 1975–1998 miejscowość administracyjnie należała do województwa leszczyńskiego.